# Vindicator
Vindicator est une super-héroïne canadienne de l'Univers Marvel, leader de l'équipe Division Alpha. Elle a été créée par Chris Claremont et John Byrne.

## Origine
De son vrai Heather McNeil, elle était la secrétaire de James McDonald-Hudson lorsque celui-ci travaillait pour la corporation Am-Can. Elle comprit rapidement qui avait volé le prototype destiné au forage sur lequel celui-ci travaillait. Amoureuse de lui, elle l'épousa et le soutint moralement dans la création de la Division Alpha.
Elle était également là lorsqu'ils recueillirent dans la neige du grand nord un homme à moitié sauvage et amnésique, Wolverine. Celui-ci étant tombé amoureux d'elle, et ne pouvant supporter leur affection presque parentale, repris sa liberté alors que McDonald allait lui offrir d'intégrer la Division Alpha qu'il comptait créer.
À la mort de McDonald (qui utilisa aussi brièvement le nom de Vindicator avant de prendre définitivement celui de Guardian), on lui demanda de prendre la tête de la Division Alpha, et elle accepta. Au début, elle dirigea l'équipe en tant que non-combattante, avant d'adapter pour elle l'armure de combat de son mari. 
Elle resta longtemps célibataire, puis eu une liaison avec un membre de la Division Gamma, Madison Jeffries. Ils furent sur le point de se marier, mais cela ne se fit pas.
À noter que Puck entretint longtemps pour elle une affection qu'il lui cacha toujours, la sachant sans retour.
Au retour de Guardian, son armure fut modifiée pour fonctionner en fonction de propriétés thermiques, pour garder de la diversité dans l'équipe.
Récemment, Heather et James eurent un enfant, une petite fille - sans nom pour le moment - et sont en route avec l'enfant et plusieurs membres de la Division Alpha pour ramener une série d'œufs de Plodex sur leur monde d'origine.
Encore plus récemment, un accident ramena des copies temporelles de la Division Alpha originelle (antérieures à la « mort » de Guardian) dans le présent, dont une copie d'Heather. Même si elle n'est pas un membre, ce groupe agit actuellement comme la Division Alpha.
Il semble que Vindicator fasse partie des victimes du Collectif et qu'elle n'ait pas survécu.

## Pouvoirs
- Vindicator portait une version modifiée de l'armure de Guardian. Cette combinaison absorbait l'énergie tectonique du globe terrestre et la convertissait, sous la forme de rafales d'énergies brûlantes. L'armure pouvait aussi voler, et possédait un casque protecteur incorporant une radio et un viseur.